# Dodge Super 8 Hemi
De Dodge Super 8 Hemi was een conceptauto van DaimlerChryslers Dodge die in 2001 op het autosalon van Detroit stond. De auto is een sedan met een grote bodemvrijheid voor een goed wegoverzicht. Qua ontwerp combineert de Super 8 Hemi de klassieke Dodge-stijl met moderne SUV-trekken. Binnenin waren nieuwigheden als een scherm in het dashboard, twee aanraakschermen, spraakherkenning, internet en satellietradio geïnstalleerd. Onder de motorkap was Dodge' beroemde 5,8 liter V8 te vinden. Die leverde 353 pk en zorgde voor een top van 248 km/h.